# Паломас (Бадахос)
Паломас (ісп. Palomas) — муніципалітет в Іспанії, у складі автономної спільноти Естремадура, у провінції Бадахос. Населення — 692 особи (2010).
Муніципалітет розташований на відстані близько 280 км на південний захід від Мадрида, 75 км на схід від Бадахоса.

## Демографія
Динаміка населення (INE ):